# Ябуки, Кэнтаро
Кэнтаро Ябуки (яп. 矢吹 健太朗 Ябуки Кэнтаро:, род. 4 февраля 1980 года, Окаяма) — японский мангака, наиболее известный как автор манги Black Cat и иллюстратор манги To Love-Ru.

## Биография
Кэнтаро Ябуки родился 4 февраля 1980 года. По его словам, он родился в Окаяме, но «сформировал свою личность» в Коти.
По словам Ябуки, основным источником знаний о создании манги для него послужил «Жемчуг дракона» Акиры Ториямы. Даже его первая публикация в Weekly Shonen Jump, которую он отправил на конкурс 1995 года и выиграл приз, была не его собственной работой, а на самом деле иллюстрацией, объединяющей воедино героев Гохана и Транкса.
В сентябре 1997 года, будучи ещё школьником, за произведение Moon Dust он получил премию манги Тэнкайти (яп. 天下一漫画賞 Тэнкайти манга сё:), присуждавшуюся начинающим мангакам журналом Weekly Shonen Jump с 1996 по 2003 год. Эта награда позволила автору в дальнейшем сотрудничать с издательством журнала.
В 1999 году Кэнтаро Ябуки получил свою первую сериализацию — в Weekly Shonen Jump начала публиковаться его манга Yamato Gensouki. Манга основана на двух одноименных ваншотах за авторством Ябуки, один из которых был опубликован в 1998 году в Akamaru Jump, а второй — в 1999 году в Weekly Shonen Jump.
В 1999 году мангака Такэси Обата, в то время бывший иллюстратором Hikaru no Go, становится наставником Ябуки.
С 2000 по 2004 год в Weekly Shonen Jump публикуется его манга Black Cat, которая вскоре получила аниме-адаптацию. После её завершения автор сообщил, что хотел бы написать продолжение или использовать персонажей манги в других произведениях.
В 2003 году участвовал в массовке на съемках фильма «Годзилла, Мотра, Мехагодзилла: Спасите Токио».
С 2006 года Кэнтаро Ябуки в основном выступал иллюстратором работ других мангак и писателей. В частности, с 2006 по 2009 год он иллюстрировал мангу To Love-Ru, объединившись для её создания с Саки Хасэми. В 2010 году иллюстрировал манга-адаптацию ранобэ Mayoi Neko Overrun! Томохиро Мацу. С 2010 по 2017 год иллюстрировал продолжение To Love-Ru, которое получило название To Love-Ru Darkness. С 2014 по 2016 год иллюстрировал ранобэ Hatena Illusion Томохиро Мацу. C 2018 по 2020 год иллюстрировал манга-адаптацию аниме-сериала Darling in the Franxx.
В 2020 году в Weekly Shonen Jump началась сериализация новой манги Кэнтаро Ябуки под названием Ayakashi Triangle, где он выступил и как иллюстратор, и как автор сценария. С 25 апреля 2022 года манга публикуется в интернет журнале Shonen Jump+.
В мае 2021 года создал аккаунт в Twitter.
В июне 2021 года в Weekly Shonen Jump был опубликован рейтинг десяти лучших художников манги журнала Jump по мнению совершеннолетней аудитории. Кэнтаро Ябуки занял в нём 10 место.

## Личная жизнь
Первая жена — мангака Сихо Касиваги. Помогала Ябуки при работе над Black Cat и To Love-Ru, где занималась раскраской цветных страниц. Брак расторгнут в 2009 году.
В июле 2015 года женился на свояченице мангаки Кэнты Синохары.
Есть дочь от первого брака. 4 июня 2022 года Ябуки сообщил в своем аккаунте в Twitter о рождении сына.

## Работы
- Yamato Gensouki (яп. 邪馬台幻想記 Ямато Гэнсо:ки) (1998–1999)
- Jigen Bakuju (яп. 時限爆呪 Дзигэн Бакудзю)[9] (1999; иллюстрации)
- Black Cat (яп. ブラックキャット Буракку Кятто) (2000–2004)
- Trans Boy (яп. トランスボーイ Торансу Бо:й) (2004, ваншот)
- To Love-Ru (яп. To LOVEる -とらぶる- To LOVЕру -Торабуру-) (2006–2009; иллюстрации)
- Mayoi Neko Overrun! (яп. 迷い猫オーバーラン! Маёи нэко О:ба:ран) (2010; иллюстрации)
- Futagami☆Double (яп. フタガミ☆ダブル Футагами☆Дабуру) (2010, ваншот)
- To Love-Ru Darkness (яп. To LOVEる -とらぶる- ダークネス To LOVЕру -Торабуру- Да:кунэсу) (2010–2017; иллюстрации)
- Hatena Illusion (яп. はてな☆イリュージョン Хатэна Ирю:дзён) (2014–2016; иллюстрации)
- Darling in the FranXX (яп. ダーリン・イン・ザ・フランキス Да:рин ин дза фуранкису) (2018–2020; иллюстрации)
- Reo x Leo (яп. れおxレオ Рэо x Рэо) (2019, ваншот)
- Ayakashi Triangle (яп. あやかしトライアングル Аякаси тораиангуру) (2020–н. в.)